# Liste der Kirchengebäude im Dekanat Weiden in der Oberpfalz
In der Liste der Kirchengebäude im Dekanat Weiden sind die Kirchengebäude des ehemaligen Dekanats Weiden in der Oberpfalz im Bistum Regensburg aufgelistet.

## Liste der Kirchengebäude
| Bild | Ort                     | Pfarrkirche                      | Filialkirchen | Pfarrverband          |
| ---- | ----------------------- | -------------------------------- | --- | --------------------- |
|      | Etzenricht              | Pfarrkirche St. Nikolaus         | | eigenständige Pfarrei |
|      | Markt Kaltenbrunn       | Pfarrkirche St. Martin           | Filialkirche Maria Immaculata in Dürnast | eigenständige Pfarrei |
|      | Kohlberg                | Pfarrkirche Herz Jesu            | | eigenständige Pfarrei |
|      | Luhe                    | Pfarrkirche St. Martin           | Filialkirche St. Nikolaus in Luhe Filialkirche St. Barbara in Neudorf Schlosskapelle St. Lorenz in Unterwildenau Kapelle St. Wendelin in Grünau Kapelle in Gelpertsricht      | Luhe                  |
|      | Oberwildenau            | Expositur St. Michael            | | Luhe                  |
|      | Neunkirchen bei Weiden  | Pfarrkirche St. Dionysius        | Kapelle Mariä Heimsuchung in Frauenricht Kapelle in Halmesricht Kapelle St. Andreas in Trippach Kapelle St. Barbara in Rupprechtsreuth                                        | eigenständige Pfarrei |
|      | Mantel                  | Pfarrkirche St. Peter und Paul   | Kirche St. Moritz in Mantel | eigenständige Pfarrei |
|      | Pirk                    | Pfarrkirche Auferstehung Christi | Filialkirche Mariä Heimsuchung (Pirk) Filialkirche St. Georg in Enzenrieth Schlosskapelle St. Lorenz in Unterwildenau Kapelle St. Wendelin in Grünau Kapelle in Gelpertsricht | eigenständige Pfarrei |
|      | Rothenstadt bei Weiden  | Pfarrkirche St. Marien           | | eigenständige Pfarrei |
|      | Schirmitz               | Pfarrkirche Maria Königin        | Kirche St. Jakobus in Schirmitz Filialkirche St. Josef in Bechtsrieth Kapelle in Trebsau Lourdeskapelle in Schirmitz                                                          | eigenständige Pfarrei |
|      | Weiden in der Oberpfalz | Stadtpfarrkirche St. Josef       | Kirche St. Sebastian in Weiden Kapelle in Tröglersricht Kapelle zur Heiligen Staude in Weiden                                                                                 | St. Josef Weiden      |
|      | Letzau                  | Expositur St. Johannes Nepomuk   | | St. Josef Weiden      |
|      | Weiden in der Oberpfalz | Stadtpfarrkirche Herz Jesu       | | eigenständige Pfarrei |
|      | Weiden in der Oberpfalz | Stadtpfarrkirche St. Johannes    | | eigenständige Pfarrei |
|      | Weiden in der Oberpfalz | Pfarrkirche St. Konrad           | | eigenständige Pfarrei |
|      | Weiden in der Oberpfalz | Pfarrkirche St. Elisabeth        | | St. Elisabeth Weiden  |
|      | Weiden in der Oberpfalz | Kirche Maria Waldrast            | | St. Elisabeth Weiden  |
|      | Weiherhammer            | Pfarrkirche Heilige Familie      | | eigenständige Pfarrei |